# Tournoi masculin de hockey sur glace aux Jeux olympiques d'hiver de 2006
Navigation
Salt Lake City 2002 Vancouver 2010
Le tournoi masculin de hockey sur glace aux Jeux olympiques de Turin a lieu du 11 au 26 février 2006.

## Qualifications
Le classement IIHF à l'issue du Championnat du monde 2004 a été utilisé pour déterminer les huit premières places qualificatives, en addition de l'Italie, pays hôte. Les trois dernières places sont attribuées à l'issue des tournois de qualification se déroulant du 10 au 13 février 2005.
Pays qualifiés pour la compétition :
| - Italie (hôte) - Canada (1er au classement) - Suède (2e au classement) - Slovaquie (3e au classement) - Tchéquie (4e au classement) - Finlande (5e au classement) | - États-Unis (6e au classement) - Russie (7e au classement) - Allemagne (8e au classement) - Suisse (Qualification) - Lettonie (Qualification) - Kazakhstan (Qualification) |

## Tournoi olympique

### 1ertour

#### Groupe A
Détail des matchs
| 15 février | Italie | 2-7 (0-1, 2-5, 0-1) | Canada | Palasport Olimpico 8 575 spectateurs |

| Feuille de match | Feuille de match                                                     | Feuille de match                    | Feuille de match | Feuille de match                                                 |
| ---------------- | -------------------------------------------------------------------- | ----------------------------------- | --- | ---------------------------------------------------------------- |
|                  | Cirone (Scandella) (SN) - 20 min 43 s Parco (Tuzzolino) - 38 min 8 s | 0-1 1-1 1-2 1-3 1-4 1-5 1-6 2-6 2-7 | 5 min 33 s - Iginla (Bertuzzi, Sakic) 21 min 55 s - Heatley (Saint-Louis, Lecavalier) 25 min 38 s - Doan (Pronger, Richards) 26 min 4 s - Iginla (Sakic) (SN) 33 min 53 s - Saint-Louis (Heatley, Lecavalier) 34 min 38 s - Richards (Doan, Bertuzzi) 43 min 39 s - Thornton (Gagné) (SN) | Arbitrage : Thomas Andersson Miroslav Halecky Serguei Chelianine |
| Jason Muzzatti   | Gardiens                                                             | Martin Brodeur                      | | Arbitrage : Thomas Andersson Miroslav Halecky Serguei Chelianine |
| 20 min           | Pénalités                                                            | 12 min                              | | Arbitrage : Thomas Andersson Miroslav Halecky Serguei Chelianine |
| 20               | Tirs                                                                 | 50                                  | | Arbitrage : Thomas Andersson Miroslav Halecky Serguei Chelianine |

| 15 février | Suisse | 0-5 (0-1, 0-4, 0-0) | Finlande | Torino Esposizioni 2 960 spectateurs |

| Feuille de match                             | Feuille de match | Feuille de match    | Feuille de match | Feuille de match                                                 |
| -------------------------------------------- | ---------------- | ------------------- | --- | ---------------------------------------------------------------- |
|                                              |                  | 0-1 0-2 0-3 0-4 0-5 | 13 min 7 s - O. Jokinen (Peltonen) (SN) 23 min 35 s - Numminen (Selänne, Lehtinen) (SN) 28 min 4 s - O. Jokinen (Peltonen, J. Jokinen) (SN) 33 min 25 s - Selänne (S. Koivu) 39 min 25 s - Selänne (Lehtinen, O. Jokinen) | Arbitrage : Don Van Massenhoven Joacim Karlsson Thor Eric Nelson |
| Martin Gerber David Aebischer (à 40 min 0 s) | Gardiens         | Antero Niittymäki   | | Arbitrage : Don Van Massenhoven Joacim Karlsson Thor Eric Nelson |
| 10 min                                       | Pénalités        | 8 min               | | Arbitrage : Don Van Massenhoven Joacim Karlsson Thor Eric Nelson |
| 24                                           | Tirs             | 37                  | | Arbitrage : Don Van Massenhoven Joacim Karlsson Thor Eric Nelson |

| 15 février | Tchéquie | 4-1 (0-1, 2-0, 2-0) | Allemagne | Palasport Olimpico 6 463 spectateurs |

| Feuille de match                           | Feuille de match | Feuille de match    | Feuille de match                 | Feuille de match                                         |
| ------------------------------------------ | --- | ------------------- | -------------------------------- | -------------------------------------------------------- |
|                                            | T. Kaberle (Kubina, Vokoun) (SN) - 21 min 2 s T. Kaberle (Straka, Jágr) (SN) - 23 min 38 s Jágr - 57 min 47 s Výborný (CV)- 59 min 32 s | 0-1 1-1 2-1 3-1 4-1 | 19 min 10 s - Boos (Sulzer) (SN) | Arbitrage : Dan Marouelli Kevin Redding Anthony Sericolo |
| Tomáš Vokoun Dominik Hašek (à 50 min 35 s) | Gardiens | Olaf Kölzig         |                                  | Arbitrage : Dan Marouelli Kevin Redding Anthony Sericolo |
| 12 min                                     | Pénalités | 10 min              |                                  | Arbitrage : Dan Marouelli Kevin Redding Anthony Sericolo |
| 34                                         | Tirs | 25                  |                                  | Arbitrage : Dan Marouelli Kevin Redding Anthony Sericolo |

| 16 février | Finlande | 6-0 (0-0, 4-0, 2-0) | Italie | Palasport Olimpico 7 776 spectateurs |

| Feuille de match | Feuille de match | Feuille de match        | Feuille de match | Feuille de match                                         |
| ---------------- | --- | ----------------------- | ---------------- | -------------------------------------------------------- |
|                  | Lehtinen (Numminen) (SN) - 21 min 49 s S. Koivu (Numminen) (SN) - 23 min 51 s J. Jokinen (Nummelin, Salo) (SN) - 30 min 11 s Peltonen (Nummelin) (SN) - 38 min 25 s Selänne (S. Koivu, Salo) (SN2) - 52 min 7 s Selänne (Lehtinen) - 55 min 8 s | 1-0 2-0 3-0 4-0 5-0 6-0 |                  | Arbitrage : Viacheslav Bulanov Milan Masik Kevin Redding |
| Fredrik Norrena  | Gardiens | Gunther Hell            |                  | Arbitrage : Viacheslav Bulanov Milan Masik Kevin Redding |
| 4 min            | Pénalités | 22 min                  |                  | Arbitrage : Viacheslav Bulanov Milan Masik Kevin Redding |
| 51               | Tirs | 16                      |                  | Arbitrage : Viacheslav Bulanov Milan Masik Kevin Redding |

| 16 février | Tchéquie | 2-3 (0-1, 1-1, 1-1) | Suisse | Torino Esposizioni 3 400 spectateurs |

| Feuille de match | Feuille de match                                                              | Feuille de match    | Feuille de match                                                                                       | Feuille de match                                             |
| ---------------- | ----------------------------------------------------------------------------- | ------------------- | --- | ------------------------------------------------------------ |
|                  | Jágr (Straka, Prospal) - 22 min 55 s Židlický (Hemský, Ručínský) - 41 min 0 s | 0-1 1-1 1-2 2-2 2-3 | 5 min 11 s - Ziegler (Rüthemann) 29 min 44 s - Paterlini (IN) 46 min 42 s - Streit (Seger, Plüss) (SN) | Arbitrage : Dennis LaRue Anthony Sericolo Serguei Chelianine |
| Tomáš Vokoun     | Gardiens                                                                      | David Aebischer     | | Arbitrage : Dennis LaRue Anthony Sericolo Serguei Chelianine |
| 14 min           | Pénalités                                                                     | 20 min              | | Arbitrage : Dennis LaRue Anthony Sericolo Serguei Chelianine |
| 42               | Tirs                                                                          | 19                  | | Arbitrage : Dennis LaRue Anthony Sericolo Serguei Chelianine |

| 16 février | Canada | 5-1 (3-0, 1-1, 1-0) | Allemagne | Palasport Olimpico 8 554 spectateurs |

| Feuille de match | Feuille de match | Feuille de match        | Feuille de match                         | Feuille de match                                               |
| ---------------- | --- | ----------------------- | ---------------------------------------- | -------------------------------------------------------------- |
|                  | Redden (Gagné, Thornton) - 4 min 52 s Sakic (Bertuzzi, Nash) (SN) - 7 min 29 s Gagné (Regehr, Richards) - 10 min 49 s Heatley (Foote) - 35 min 37 s Doan (Smyth) - 59 min 26 s | 1-0 2-0 3-0 3-1 4-1 5-1 | 29 min 13 s - Ehrhoff (Schubert, Ustorf) | Arbitrage : Christer Larking Miroslav Halecky Thor Eric Nelson |
| Roberto Luongo   | Gardiens | Thomas Greiss           |                                          | Arbitrage : Christer Larking Miroslav Halecky Thor Eric Nelson |
| 24 min           | Pénalités | 18 min                  |                                          | Arbitrage : Christer Larking Miroslav Halecky Thor Eric Nelson |
| 40               | Tirs | 12                      |                                          | Arbitrage : Christer Larking Miroslav Halecky Thor Eric Nelson |

| 18 février | Italie | 3-3 (1-0, 0-1, 2-2) | Allemagne | Palasport Olimpico 8 908 spectateurs |

| Feuille de match | Feuille de match                                                                                                  | Feuille de match        | Feuille de match                                                                                                | Feuille de match                                     |
| ---------------- | --- | ----------------------- | --- | ---------------------------------------------------- |
|                  | Parco (Iob) - 2 min 3 s Iob (Parco, De Bettin) - 44 min 27 s Borgatello (De Bettin, Chitarroni) (IN)- 58 min 28 s | 1-0 1-1 2-1 2-2 3-2 3-3 | 26 min 21 s - Martinec (Boos) 47 min 16 s - Felski (Kreutzer) 58 min 43 s - M. Goc (Kreutzer, Lewandowski) (SN) | Arbitrage : Timo Favorin Joacim Karlsson Milan Masik |
| Jason Muzzatti   | Gardiens | Olaf Kölzig             | | Arbitrage : Timo Favorin Joacim Karlsson Milan Masik |
| 18 min           | Pénalités | 16 min                  | | Arbitrage : Timo Favorin Joacim Karlsson Milan Masik |
| 21               | Tirs | 34                      | | Arbitrage : Timo Favorin Joacim Karlsson Milan Masik |

| 18 février | Canada | 0-2 (0-1, 0-1, 0-0) | Suisse | Torino Esposizioni 4 769 spectateurs |

| Feuille de match | Feuille de match | Feuille de match | Feuille de match                                                                   | Feuille de match                                              |
| ---------------- | ---------------- | ---------------- | ---------------------------------------------------------------------------------- | ------------------------------------------------------------- |
|                  |                  | 0-1 0-2          | 18 min 19 s - DiPietro (Della Rossa) 28 min 47 s - DiPietro (Bezina, Streit) (SN2) | Arbitrage : Viacheslav Bulanov Miroslav Halecky Kevin Redding |
| Martin Brodeur   | Gardiens         | Martin Gerber    |                                                                                    | Arbitrage : Viacheslav Bulanov Miroslav Halecky Kevin Redding |
| 34 min           | Pénalités        | 42 min           |                                                                                    | Arbitrage : Viacheslav Bulanov Miroslav Halecky Kevin Redding |
| 49               | Tirs             | 18               |                                                                                    | Arbitrage : Viacheslav Bulanov Miroslav Halecky Kevin Redding |

| 18 février | Tchéquie | 2-4 (1-1, 1-1, 0-2) | Finlande | Palasport Olimpico 8 705 spectateurs |

| Feuille de match | Feuille de match                                                                      | Feuille de match        | Feuille de match | Feuille de match                                                 |
| ---------------- | ------------------------------------------------------------------------------------- | ----------------------- | --- | ---------------------------------------------------------------- |
|                  | Židlický (Lang, Hejduk) (SN) - 8 min 25 s Židlický (Lang, Špaček) (SN2) - 38 min 17 s | 1-0 1-1 1-2 2-2 2-3 2-4 | 14 min 14 s - O. Jokinen (S. Koivu, Peltonen) 35 min 2 s - Lehtinen (Timonen) (SN) 40 min 30 s - Selänne (Lehtinen, S. Koivu) 48 min 33 s - Lehtinen (S. Koivu, Selänne) | Arbitrage : Thomas Andersson Anthony Sericolo Serguei Chelianine |
| Tomáš Vokoun     | Gardiens                                                                              | Antero Niittymäki       | | Arbitrage : Thomas Andersson Anthony Sericolo Serguei Chelianine |
| 12 min           | Pénalités                                                                             | 39 min                  | | Arbitrage : Thomas Andersson Anthony Sericolo Serguei Chelianine |
| 39               | Tirs                                                                                  | 32                      | | Arbitrage : Thomas Andersson Anthony Sericolo Serguei Chelianine |

| 19 février | Allemagne | 2-2 (0-0, 1-2, 1-0) | Suisse | Palasport Olimpico 8 756 spectateurs |

| Feuille de match | Feuille de match                                              | Feuille de match | Feuille de match                                                  | Feuille de match                                                 |
| ---------------- | ------------------------------------------------------------- | ---------------- | ----------------------------------------------------------------- | ---------------------------------------------------------------- |
|                  | Felski (Ehrhoff)- 22 min 20 s Boos (Lewandowski) - 52 min 9 s | 1-0 1-1 1-2 2-2  | 28 min 17 s - Conne (Fischer) 38 min 5 s - DiPietro (Della Rossa) | Arbitrage : Don Van Massenhoven Kevin Redding Serguei Chelianine |
| Olaf Kölzig      | Gardiens                                                      | David Aebischer  |                                                                   | Arbitrage : Don Van Massenhoven Kevin Redding Serguei Chelianine |
| 8 min            | Pénalités                                                     | 8 min            |                                                                   | Arbitrage : Don Van Massenhoven Kevin Redding Serguei Chelianine |
| 28               | Tirs                                                          | 25               |                                                                   | Arbitrage : Don Van Massenhoven Kevin Redding Serguei Chelianine |

| 19 février | Tchéquie | 4-1 (2-0, 1-0, 1-1) | Italie | Palasport Olimpico 8 776 spectateurs |

| Feuille de match | Feuille de match | Feuille de match    | Feuille de match                     | Feuille de match                                                |
| ---------------- | --- | ------------------- | ------------------------------------ | --------------------------------------------------------------- |
|                  | Hejduk (Výborný, T. Kaberle) - 12 min 57 s Prospal (Jágr, Straka) - 14 min 20 s Prospal (Straka) (IN) - 28 min 36 s Prospal (Straka) (CV) - 58 min 40 s | 1-0 2-0 3-0 3-1 4-1 | 57 min 53 s - Parco (De Bettin, Iob) | Arbitrage : Viacheslav Bulanov Miroslav Halecky Joacim Karlsson |
| Tomáš Vokoun     | Gardiens | Jason Muzzatti      |                                      | Arbitrage : Viacheslav Bulanov Miroslav Halecky Joacim Karlsson |
| 20 min           | Pénalités | 58 min              |                                      | Arbitrage : Viacheslav Bulanov Miroslav Halecky Joacim Karlsson |
| 43               | Tirs | 16                  |                                      | Arbitrage : Viacheslav Bulanov Miroslav Halecky Joacim Karlsson |

| 19 février | Finlande | 2-0 (2-0, 0-0, 0-0) | Canada | Torino Esposizioni 4 420 spectateurs |

| Feuille de match  | Feuille de match                                                          | Feuille de match | Feuille de match | Feuille de match                                          |
| ----------------- | ------------------------------------------------------------------------- | ---------------- | ---------------- | --------------------------------------------------------- |
|                   | Selänne (S. Koivu) - 11 min 14 s Kapanen (Nieminen, Timonen) - 15 min 2 s | 1-0 2-0          |                  | Arbitrage : Vladimir Sindler Milan Masik Thor Eric Nelson |
| Antero Niittymäki | Gardiens                                                                  | Roberto Luongo   |                  | Arbitrage : Vladimir Sindler Milan Masik Thor Eric Nelson |
| 6 min             | Pénalités                                                                 | 12 min           |                  | Arbitrage : Vladimir Sindler Milan Masik Thor Eric Nelson |
| 30                | Tirs                                                                      | 24               |                  | Arbitrage : Vladimir Sindler Milan Masik Thor Eric Nelson |

| 21 février | Suisse | 3-3 (2-1, 0-1, 1-1) | Italie | Palasport Olimpico 8 529 spectateurs |

| Feuille de match | Feuille de match                                                                                   | Feuille de match        | Feuille de match                                                                                                   | Feuille de match                                      |
| ---------------- | -------------------------------------------------------------------------------------------------- | ----------------------- | --- | ----------------------------------------------------- |
|                  | Lemm (Bezina, Blindenbacher) (SN) - 3 min 6 s Fischer (Plüss) - 6 min 33 s Rüthemann - 56 min 38 s | 1-0 2-0 2-1 2-2 2-3 3-3 | 15 min 41 s - Busillo (Nardella) (SN) 20 min 53 s - Trevisani (Cirone, Busillo) (SN) 46 min 13 s - Iob (De Bettin) | Arbitrage : Dennis LaRue Milan Masik Anthony Sericolo |
| David Aebischer  | Gardiens                                                                                           | Jason Muzzatti          | | Arbitrage : Dennis LaRue Milan Masik Anthony Sericolo |
| 14 min           | Pénalités                                                                                          | 10 min                  | | Arbitrage : Dennis LaRue Milan Masik Anthony Sericolo |
| 25               | Tirs                                                                                               | 35                      | | Arbitrage : Dennis LaRue Milan Masik Anthony Sericolo |

| 21 février | Finlande | 2-0 (1-0, 1-0, 0-0) | Allemagne | Torino Esposizioni 2 430 spectateurs |

| Feuille de match | Feuille de match                                                                             | Feuille de match | Feuille de match | Feuille de match                                         |
| ---------------- | -------------------------------------------------------------------------------------------- | ---------------- | ---------------- | -------------------------------------------------------- |
|                  | Kapanen (Hagman, S. Koivu) (SN) - 2 min 35 s S. Koivu (Lehtinen, Selänne) (SN) - 39 min 39 s | 1-0 2-0          |                  | Arbitrage : Danny Kurmann Miroslav Halecky Kevin Redding |
| Fredrik Norrena  | Gardiens                                                                                     | Müller           |                  | Arbitrage : Danny Kurmann Miroslav Halecky Kevin Redding |
| 6 min            | Pénalités                                                                                    | 18 min           |                  | Arbitrage : Danny Kurmann Miroslav Halecky Kevin Redding |
| 25               | Tirs                                                                                         | 18               |                  | Arbitrage : Danny Kurmann Miroslav Halecky Kevin Redding |

| 21 février | Canada | 3-2 (3-0, 0-1, 0-1) | Tchéquie | Palasport Olimpico 9 126 spectateurs |

| Feuille de match | Feuille de match | Feuille de match                           | Feuille de match                                                                       | Feuille de match                                           |
| ---------------- | --- | ------------------------------------------ | -------------------------------------------------------------------------------------- | ---------------------------------------------------------- |
|                  | Richards (Iginla, Pronger) - 7 min 37 s Saint-Louis (Lecavalier, Blake) (SN) - 11 min 19 s Pronger (Thornton) - 19 min 24 s | 1-0 2-0 3-0 3-1 3-2                        | 33 min 46 s - Kubina (Jágr, Ručínský) (SN2) 42 min 41 s - Čajánek (T. Kaberle, Hemský) | Arbitrage : Dan Marouelli Joacim Karlsson Thor Eric Nelson |
| Martin Brodeur   | Gardiens | Tomáš Vokoun Milan Hnilička (à 20 min 0 s) |                                                                                        | Arbitrage : Dan Marouelli Joacim Karlsson Thor Eric Nelson |
| 8 min            | Pénalités | 4 min                                      |                                                                                        | Arbitrage : Dan Marouelli Joacim Karlsson Thor Eric Nelson |
| 16               | Tirs | 33                                         |                                                                                        | Arbitrage : Dan Marouelli Joacim Karlsson Thor Eric Nelson |

Classement
| Clt   | Équipe    | PJ | V | D | N | BP | BC | Diff | Pts |
| ----- | --------- | -- | - | - | - | -- | -- | ---- | --- |
| +001, | Finlande  | 5  | 5 | 0 | 0 | 19 | 2  | +17  | 10  |
| +002, | Suisse    | 5  | 2 | 1 | 2 | 10 | 12 | -2   | 6   |
| +003, | Canada    | 5  | 3 | 2 | 0 | 15 | 9  | +6   | 6   |
| +004, | Tchéquie  | 5  | 2 | 3 | 0 | 14 | 12 | +2   | 4   |
| +005, | Allemagne | 5  | 0 | 3 | 2 | 7  | 16 | -9   | 2   |
| +006, | Italie    | 5  | 0 | 3 | 2 | 9  | 23 | -14  | 2   |

- Qualifié pour le tour final

#### Groupe B
| 15 février | Kazakhstan | 2-7 (0-3, 1-4, 1-0) | Suède | Torino Esposizioni 2 200 spectateurs |

| Feuille de match | Feuille de match                                                | Feuille de match                    | Feuille de match | Feuille de match                                             |
| ---------------- | --------------------------------------------------------------- | ----------------------------------- | --- | ------------------------------------------------------------ |
|                  | I. Korechkov (IN) - 20 min 17 s Antipine (Oupper) - 48 min 33 s | 0-1 0-2 0-3 1-3 1-4 1-5 1-6 1-7 2-7 | 7 min 45 s - Tjärnqvist (J. Jonsson, Holmström) 10 min 46 s - Alfredsson (SN) 16 min 6 s - H. Sedin (Samuelsson, D. Sedin) 28 min 47 s - Axelsson (Påhlsson, Öhlund) 31 min 8 s - Sundin (Bäckman, Modin) (SN) 35 min 31 s - D. Sedin (Öhlund, H. Sedin) 36 min 21 s - Tjärnqvist (Axelsson, Påhlsson) | Arbitrage : Vladimir Sindler Stefan Fonselius Pierre Racicot |
| Vitali Ieremeïev | Gardiens                                                        | Stefan Liv                          | | Arbitrage : Vladimir Sindler Stefan Fonselius Pierre Racicot |
| 18 min           | Pénalités                                                       | 6 min                               | | Arbitrage : Vladimir Sindler Stefan Fonselius Pierre Racicot |
| 14               | Tirs                                                            | 34                                  | | Arbitrage : Vladimir Sindler Stefan Fonselius Pierre Racicot |

| 15 février | Russie | 3-5 (2-1, 1-2, 0-2) | Slovaquie | Torino Esposizioni 3 800 spectateurs |

| Feuille de match | Feuille de match | Feuille de match                | Feuille de match | Feuille de match                                          |
| ---------------- | --- | ------------------------------- | --- | --------------------------------------------------------- |
|                  | Datsiouk (D. Markov) - 10 min 0 s Kovaliov (Datsiouk, Kovaltchouk) - 12 min 38 s Ovetchkine (Gontchar, Tioutine) (SN) - 30 min 3 s | 0-1 1-1 2-1 2-2 3-2 3-3 3-4 3-5 | 9 min 7 s - Demitra (Mr. Hossa, Suchý) 25 min 51 s - Višňovský (Demitra) (SN) 33 min 5 s - Bondra (Meszároš, Chára) (SN) 56 min 32 s - Gáborík 59 min 31 s - Gáborík | Arbitrage : Paul Devorski Derek Doucette Antti Hämäläinen |
| Ilia Bryzgalov   | Gardiens | Peter Budaj                     | | Arbitrage : Paul Devorski Derek Doucette Antti Hämäläinen |
| 16 min           | Pénalités | 10 min                          | | Arbitrage : Paul Devorski Derek Doucette Antti Hämäläinen |
| 23               | Tirs | 36                              | | Arbitrage : Paul Devorski Derek Doucette Antti Hämäläinen |

| 15 février | Lettonie | 3-3 (1-2, 2-0, 0-1) | États-Unis | Palasport Olimpico 7 851 spectateurs |

| Feuille de match | Feuille de match                                                                                                   | Feuille de match        | Feuille de match                                                                                    | Feuille de match                                                  |
| ---------------- | --- | ----------------------- | --------------------------------------------------------------------------------------------------- | ----------------------------------------------------------------- |
|                  | Ņiživijs (Ozoliņš) - 13 min 15 s Tribuncovs (Ozoliņš, Ņiživijs) (SN) - 35 min 4 s Vasiļjevs (Laviņš) - 35 min 44 s | 0-1 0-2 1-2 2-2 3-2 3-3 | 9 min 44 s - Gionta (Liles, Gomez) (SN) 10 min 38 s - Conroy 42 min 1 s - Leopold (Hedican, Conroy) | Arbitrage : Timo Favorin Thomas Gemeinhardt Steven Michael Miller |
| Artūrs Irbe      | Gardiens | John Grahame            | | Arbitrage : Timo Favorin Thomas Gemeinhardt Steven Michael Miller |
| 16 min           | Pénalités | 16 min                  | | Arbitrage : Timo Favorin Thomas Gemeinhardt Steven Michael Miller |
| 25               | Tirs | 42                      | | Arbitrage : Timo Favorin Thomas Gemeinhardt Steven Michael Miller |

| 16 février | Suède | 0-5 (0-0, 0-3, 0-2) | Russie | Palasport Olimpico 8 545 spectateurs |

| Feuille de match | Feuille de match | Feuille de match    | Feuille de match | Feuille de match                                                  |
| ---------------- | ---------------- | ------------------- | --- | ----------------------------------------------------------------- |
|                  |                  | 0-1 0-2 0-3 0-4 0-5 | 27 min 13 s - Kovaliov (A. Markov) (SN) 28 min 5 s - Ovetchkine (Iachine) 38 min 58 s - Souchinski (Malkine, Joukov) 50 min 31 s - Viktor Kozlov (Frolov, Koroliouk) 54 min 4 s - Afinoguenov (Datsiouk) | Arbitrage : Don Van Massenhoven Petr Blumel Steven Michael Miller |
| Henrik Lundqvist | Gardiens         | Evgueni Nabokov     | | Arbitrage : Don Van Massenhoven Petr Blumel Steven Michael Miller |
| 20 min           | Pénalités        | 16 min              | | Arbitrage : Don Van Massenhoven Petr Blumel Steven Michael Miller |
| 24               | Tirs             | 32                  | | Arbitrage : Don Van Massenhoven Petr Blumel Steven Michael Miller |

| 16 février | Slovaquie | 6-3 (4-1, 1-2, 1-0) | Lettonie | Torino Esposizioni 2 960 spectateurs |

| Feuille de match | Feuille de match | Feuille de match                    | Feuille de match | Feuille de match                                          |
| ---------------- | --- | ----------------------------------- | --- | --------------------------------------------------------- |
|                  | Zedník (Višňovský) - 5 min 23 s Petrovický (Surový, Meszároš) - 5 min 43 s Demitra (Mr. Hossa) (IN) - 7 min 54 s Mr. Hossa - 13 min 17 s Chára (Mr. Hossa) - 33 min 49 s Mr. Hossa (Gáborík) - 49 min 4 s | 1-0 2-0 2-1 3-1 4-1 4-2 4-3 5-3 6-3 | 6 min 27 s - Ozoliņš (Cipulis, Panteļejevs) 20 min 54 s - Cipulis (Cipruss, Panteļejevs) 26 min 51 s - Ņiživijs (Skrastiņš) | Arbitrage : Danny Kurmann Stefan Fonselius Pierre Racicot |
| Ján Lašák        | Gardiens | Artūrs Irbe                         | | Arbitrage : Danny Kurmann Stefan Fonselius Pierre Racicot |
| 12 min           | Pénalités | 8 min                               | | Arbitrage : Danny Kurmann Stefan Fonselius Pierre Racicot |
| 25               | Tirs | 28                                  | | Arbitrage : Danny Kurmann Stefan Fonselius Pierre Racicot |

| 16 février | États-Unis | 4-1 (3-0, 0-0, 4-1) | Kazakhstan | Torino Esposizioni 3 400 spectateurs |

| Feuille de match | Feuille de match | Feuille de match    | Feuille de match                               | Feuille de match                                             |
| ---------------- | --- | ------------------- | ---------------------------------------------- | ------------------------------------------------------------ |
|                  | Guerin (Drury) - 1 min 34 s Rolston (Weight) (SN) - 8 min 31 s Gionta (Liles, Gomez) (SN) - 16 min 50 s Modano (Cole) - 51 min 53 s | 1-0 2-0 3-0 3-1 4-1 | 51 min 2 s - I. Korechkov (Vassiltchenko) (SN) | Arbitrage : Thomas Andersson Derek Doucette Antti Hämäläinen |
| Rick DiPietro    | Gardiens | Vitali Kolesnik     |                                                | Arbitrage : Thomas Andersson Derek Doucette Antti Hämäläinen |
| 10 min           | Pénalités | 20 min              |                                                | Arbitrage : Thomas Andersson Derek Doucette Antti Hämäläinen |
| 36               | Tirs | 12                  |                                                | Arbitrage : Thomas Andersson Derek Doucette Antti Hämäläinen |

| 18 février | Kazakhstan | 0-1 (0-0, 0-1, 0-0) | Russie | Torino Esposizioni 3 660 spectateurs |

| Feuille de match | Feuille de match | Feuille de match | Feuille de match                               | Feuille de match                                                 |
| ---------------- | ---------------- | ---------------- | ---------------------------------------------- | ---------------------------------------------------------------- |
|                  |                  | 0-1              | 31 min 38 s - Kharitonov (Souchinski, Malkine) | Arbitrage : Christer Lärking Stefan Fonselius Thomas Gemeinhardt |
| Vitali Ieremeïev | Gardiens         | Evgueni Nabokov  |                                                | Arbitrage : Christer Lärking Stefan Fonselius Thomas Gemeinhardt |
| 26 min           | Pénalités        | 12 min           |                                                | Arbitrage : Christer Lärking Stefan Fonselius Thomas Gemeinhardt |
| 24               | Tirs             | 50               |                                                | Arbitrage : Christer Lärking Stefan Fonselius Thomas Gemeinhardt |

| 18 février | Suède | 6-1 (1-0, 4-0, 1-1) | Lettonie | Palasport Olimpico 8 795 spectateurs |

| Feuille de match | Feuille de match | Feuille de match            | Feuille de match                          | Feuille de match                                          |
| ---------------- | --- | --------------------------- | ----------------------------------------- | --------------------------------------------------------- |
|                  | Påhlsson (Forsberg) - 14 min 20 s Lidström (Zetterberg) (SN) - 22 min 22 s Alfredsson (K. Jönsson) (SN) - 24 min 59 s Axelsson (Forsberg) (SN) - 25 min 17 s Zetterberg (Holmström) - 27 min 58 s Alfredsson (Sundin, Lidström) - 44 min 48 s | 1-0 2-0 3-0 4-0 5-0 6-0 6-1 | 49 min 10 s - Ziediņš (Ņiživijs, Ozoliņš) | Arbitrage : Paul Devorski Derek Doucette Antti Hämäläinen |
| Henrik Lundqvist | Gardiens | Sergejs Naumovs             |                                           | Arbitrage : Paul Devorski Derek Doucette Antti Hämäläinen |
| 6 min            | Pénalités | 14 min                      |                                           | Arbitrage : Paul Devorski Derek Doucette Antti Hämäläinen |
| 40               | Tirs | 10                          |                                           | Arbitrage : Paul Devorski Derek Doucette Antti Hämäläinen |

| 18 février | États-Unis | 1-2 (0-0, 1-1, 0-1) | Slovaquie | Torino Esposizioni 4 697 spectateurs |

| Feuille de match | Feuille de match                             | Feuille de match | Feuille de match                                                                    | Feuille de match                                     |
| ---------------- | -------------------------------------------- | ---------------- | ----------------------------------------------------------------------------------- | ---------------------------------------------------- |
|                  | Rolston (Rafalski, Gomez) (SN) - 38 min 24 s | 0-1 1-1 1-2      | 34 min 20 s - Mr. Hossa (Demitra, Gáborík) (SN) 41 min 48 s - Bondra (Šatan, Kapuš) | Arbitrage : Dan Marouelli Petr Blümel Pierre Racicot |
| Rick DiPietro    | Gardiens                                     | Peter Budaj      |                                                                                     | Arbitrage : Dan Marouelli Petr Blümel Pierre Racicot |
| 16 min           | Pénalités                                    | 8 min            |                                                                                     | Arbitrage : Dan Marouelli Petr Blümel Pierre Racicot |
| 30               | Tirs                                         | 21               |                                                                                     | Arbitrage : Dan Marouelli Petr Blümel Pierre Racicot |

| 19 février | Russie | 9-2 (3-1, 3-0, 3-1) | Lettonie | Torino Esposizioni 4 310 spectateurs |

| Feuille de match                              | Feuille de match | Feuille de match                             | Feuille de match                                            | Feuille de match                                      |
| --------------------------------------------- | --- | -------------------------------------------- | ----------------------------------------------------------- | ----------------------------------------------------- |
|                                               | Kovaltchouk (Kovaliov, D. Markov) - 7 min 26 s Souchinski (Kharitonov, Gontchar) (SN2) - 9 min 15 s Kovaltchouk (Datsiouk) - 12 min 36 s Kovaltchouk (Kovaliov, Datsiouk) - 23 min 32 s Kozlov (Iachine) - 25 min 45 s Kovaltchouk (Datsiouk) - 35 min 16 s Iachine (Kozlov, Joukov) - 41 min 58 s Malkine (Souchinski, Vichnevski) - 47 min 32 s Ovetchkine (Kozlov, Iachine) - 56 min 27 s | 1-0 2-0 2-1 3-1 4-1 5-1 6-1 7-1 8-1 9-1 9-2  | 9 min 55 s - Cipruss (IN) 58 min 4 s M. Rēdlihs - (Bērziņš) | Arbitrage : Dennis LaRue Petr Blümel Stefan Fonselius |
| Evgueni Nabokov Maksim Sokolov (à 40 min 0 s) | Gardiens | Artūrs Irbe Edgars Masaļskis (à 27 min 58 s) |                                                             | Arbitrage : Dennis LaRue Petr Blümel Stefan Fonselius |
| 16 min                                        | Pénalités | 18 min                                       |                                                             | Arbitrage : Dennis LaRue Petr Blümel Stefan Fonselius |
| 39                                            | Tirs | 11                                           |                                                             | Arbitrage : Dennis LaRue Petr Blümel Stefan Fonselius |

| 19 février | Slovaquie | 2-1 (0-1, 1-0, 1-0) | Kazakhstan | Palasport Olimpico 9 160 spectateurs |

| Feuille de match | Feuille de match                                                                     | Feuille de match | Feuille de match                                         | Feuille de match                                          |
| ---------------- | ------------------------------------------------------------------------------------ | ---------------- | -------------------------------------------------------- | --------------------------------------------------------- |
|                  | Bondra (Kapuš, Jurčina) (SN) - 39 min 50 s Mr. Hossa (Demitra, Gáborík) - 48 min 9 s | 0-1 1-1 2-1      | 16 min 16 s - I. Korechkov (A. Korechkov, Savenkov) (SN) | Arbitrage : Danny Kurmann Derek Doucette Antti Hämäläinen |
| Karol Križan     | Gardiens                                                                             | Vitali Kolesnik  |                                                          | Arbitrage : Danny Kurmann Derek Doucette Antti Hämäläinen |
| 12 min           | Pénalités                                                                            | 20 min           |                                                          | Arbitrage : Danny Kurmann Derek Doucette Antti Hämäläinen |
| 27               | Tirs                                                                                 | 19               |                                                          | Arbitrage : Danny Kurmann Derek Doucette Antti Hämäläinen |

| 19 février | États-Unis | 1-2 (1-1, 0-0, 0-1) | Suède | Torino Esposizioni 4 450 spectateurs |

| Feuille de match | Feuille de match                       | Feuille de match | Feuille de match                                                                              | Feuille de match                                                   |
| ---------------- | -------------------------------------- | ---------------- | --------------------------------------------------------------------------------------------- | ------------------------------------------------------------------ |
|                  | Modano (Conroy, Chelios) - 17 min 31 s | 0-1 1-1 1-2      | 7 min 5 s - Alfredsson (K. Jönsson, Sundin) 44 min 22 s - Samuelsson (Alfredsson,Sundin) (SN) | Arbitrage : Dan Marouelli Thomas Gemeinhardt Steven Michael Miller |
| Rick DiPietro    | Gardiens                               | Henrik Lundqvist |                                                                                               | Arbitrage : Dan Marouelli Thomas Gemeinhardt Steven Michael Miller |
| 14 min           | Pénalités                              | 12 min           |                                                                                               | Arbitrage : Dan Marouelli Thomas Gemeinhardt Steven Michael Miller |
| 25               | Tirs                                   | 26               |                                                                                               | Arbitrage : Dan Marouelli Thomas Gemeinhardt Steven Michael Miller |

| 21 février | Lettonie | 2-5 (1-1, 0-1, 1-3) | Kazakhstan | Torino Esposizioni 2 300 spectateurs |

| Feuille de match | Feuille de match                                                                               | Feuille de match            | Feuille de match | Feuille de match                                               |
| ---------------- | ---------------------------------------------------------------------------------------------- | --------------------------- | --- | -------------------------------------------------------------- |
|                  | Leonids Tambijevs (Ņiživijs) - 15 min 13 s (SN) Cipruss (Panteļejevs, Tribuncovs) - 45 min 4 s | 0-1 1-1 1-2 2-2 2-3 2-4 2-5 | 7 min 20 s - A. Korechkov (I. Korechkov) 35 min 4 s - Antropov (I. Korechkov) 52 min 33 s - Alexandrov (Polishchuk, Troschinsky) 54 min 53 s - I. Korechkov (TP) 58 min 8 s - I. Korechkov (A. Korechkov) | Arbitrage : Christer Lärking Derek Doucette Thomas Gemeinhardt |
| Sergejs Naumovs  | Gardiens                                                                                       | Vitali Ieremeïev            | | Arbitrage : Christer Lärking Derek Doucette Thomas Gemeinhardt |
| 14 min           | Pénalités                                                                                      | 6 min                       | | Arbitrage : Christer Lärking Derek Doucette Thomas Gemeinhardt |
| 32               | Tirs                                                                                           | 30                          | | Arbitrage : Christer Lärking Derek Doucette Thomas Gemeinhardt |

| 21 février | Suède | 0-3 (0-1, 0-0, 0-2) | Slovaquie | Torino Esposizioni 4 250 spectateurs |

| Feuille de match | Feuille de match | Feuille de match | Feuille de match                                                                                                 | Feuille de match                                    |
| ---------------- | ---------------- | ---------------- | --- | --------------------------------------------------- |
|                  |                  | 0-1 0-2 0-3      | 15 min 51 s - Bondra (Šatan) 46 min 16 s - Mr. Hossa (Demitra, Gáborík) 58 min 58 s - Suchý (Demitra, Mr. Hossa) | Arbitrage : Timo Favorin Petr Blümel Pierre Racicot |
| Mikael Tellqvist | Gardiens         | Karol Križan     | | Arbitrage : Timo Favorin Petr Blümel Pierre Racicot |
| 14 min           | Pénalités        | 10 min           | | Arbitrage : Timo Favorin Petr Blümel Pierre Racicot |
| 17               | Tirs             | 31               | | Arbitrage : Timo Favorin Petr Blümel Pierre Racicot |

| 21 février | États-Unis | 4-5 (1-2, 1-1, 2-2) | Russie | Palasport Olimpico 9 378 spectateurs |

| Feuille de match | Feuille de match | Feuille de match                             | Feuille de match | Feuille de match                                                 |
| ---------------- | --- | -------------------------------------------- | --- | ---------------------------------------------------------------- |
|                  | Rolston (Conroy) - 18 min 38 s (SN) Gionta (Gomez, Weight) - 39 min 1 s (SN) Gomez (Schneider,Rolston) - 45 min 0 s (SN) Cole (Knuble, Drury) - 50 min 38 s | 0-1 0-2 1-2 1-3 2-3 3-3 3-4 4-4 4-5          | 9 min 27 s - Koroliouk 10 min 41 s - Malkine (Kasparaitis) (IN) 35 min 0 s - A. Markov (Datsiouk, Souchinski) 49 min 55 s - Ovetchkine (Malkine, Kasparaitis) 51 min 52 s - Kovaliov (Datsiouk, Malkine) | Arbitrage : Paul Devorski Stefan Fonselius Steven Michael Miller |
| Robert Esche     | Gardiens | Evgeni Nabokov Maksim Sokolov (à 20 min 0 s) | | Arbitrage : Paul Devorski Stefan Fonselius Steven Michael Miller |
| 8 min            | Pénalités | 14 min                                       | | Arbitrage : Paul Devorski Stefan Fonselius Steven Michael Miller |
| 34               | Tirs | 21                                           | | Arbitrage : Paul Devorski Stefan Fonselius Steven Michael Miller |

Classement
| Clt   | Équipe     | PJ | V | D | N | BP | BC | Diff | Pts |
| ----- | ---------- | -- | - | - | - | -- | -- | ---- | --- |
| +001, | Slovaquie  | 5  | 5 | 0 | 0 | 17 | 8  | +9   | 10  |
| +002, | Russie     | 5  | 4 | 1 | 0 | 23 | 11 | +12  | 8   |
| +003, | Suède      | 5  | 3 | 2 | 0 | 15 | 11 | +4   | 6   |
| +004, | États-Unis | 5  | 1 | 3 | 1 | 13 | 13 | 0    | 3   |
| +005, | Kazakhstan | 5  | 1 | 4 | 0 | 9  | 16 | -7   | 2   |
| +006, | Lettonie   | 5  | 0 | 4 | 1 | 11 | 29 | -18  | 1   |

- Qualifié pour le tour final

### Tour final

#### Tableau
|  | Quarts de finale | Quarts de finale |          |        | Demi-finales           | Demi-finales |  |  | Finale   | Finale |
|  | Quarts de finale | Quarts de finale |          |        | Demi-finales           | Demi-finales |  |  | Finale   | Finale |
|  |                  |                  |          |        |                        |              |  |  |          |        |
|  |                  |                  |          |        |                        |              |  |  |          |        |
|  |                  |                  |          |        |                        |              |  |  |          |        |
|  | Finlande         | 4                |          |        |                        |              |  |  |          |        |
|  | Finlande         | 4                |          |        |                        |              |  |  |          |        |
|  | États-Unis       | 3                |          |        |                        |              |  |  |          |        |
|  | États-Unis       | 3                | Finlande | 4      |                        |              |  |  |          |        |
|  |                  |                  | Finlande | 4      |                        |              |  |  |          |        |
|  |                  | Russie           | 0        |        |                        |              |  |  |          |        |
|  | Canada           | Russie           | 0        | 0      |                        |              |  |  |          |        |
|  | Canada           |                  |          | 0      |                        |              |  |  |          |        |
|  | Russie           | 2                |          |        |                        |              |  |  |          |        |
|  | Russie           | 2                | Finlande | 2      |                        |              |  |  |          |        |
|  |                  |                  | Finlande | 2      |                        |              |  |  |          |        |
|  |                  | Suède            | 3        |        |                        |              |  |  |          |        |
|  | Suisse           | Suède            | 3        | 2      |                        |              |  |  |          |        |
|  | Suisse           |                  |          | 2      |                        |              |  |  |          |        |
|  | Suède            | 6                |          |        |                        |              |  |  |          |        |
|  | Suède            | 6                | Suède    | 7      |                        |              |  |  |          |        |
|  |                  |                  | Suède    | 7      | Match pour la 3e place |              |  |  |          |        |
|  |                  | Tchéquie         | 3        |        |                        |              |  |  |          |        |
|  | Tchéquie         | Tchéquie         | 3        | 3      |                        |              |  |  |          |        |
|  | Tchéquie         |                  |          | 3      |                        |              |  |  |          |        |
|  | Slovaquie        | 2                |          | Russie | 0                      |              |  |  |          |        |
|  | Slovaquie        | 2                |          | Russie | 0                      |              |  |  |          |        |
|  |                  |                  |          |        |                        |              |  |  | Tchéquie | 3      |
|  |                  |                  |          |        |                        |              |  |  | Tchéquie | 3      |

#### Quart de finale
| 22 février | Finlande | 4-3 (2-1, 2-1, 0-1) | États-Unis | Palasport Olimpico 6 691 spectateurs |

| Feuille de match  | Feuille de match | Feuille de match            | Feuille de match | Feuille de match                                            |
| ----------------- | --- | --------------------------- | --- | ----------------------------------------------------------- |
|                   | Peltonen (J. Jokinen, Salo) - 9 min 33 s Salo (IN) - 12 min 1 s O. Jokinen (Peltonen) (SN) - 25 min 6 s O. Jokinen (SN) - 37 min 10 s | 1-0 2-0 2-1 2-2 3-2 4-2 4-3 | 13 min 14 s - Knuble (Schneider, Weight) 21 min 29 s - Schneider (Rafalski, Conroy) (SN) 55 min 33 s - Gionta (Drury, Cole) | Arbitrage : Paul Devorski Milan Masík Steven Michael Miller |
| Antero Niittymäki | Gardiens | Rick DiPietro               | | Arbitrage : Paul Devorski Milan Masík Steven Michael Miller |
| 16 min            | Pénalités | 30 min                      | | Arbitrage : Paul Devorski Milan Masík Steven Michael Miller |
| 25                | Tirs | 28                          | | Arbitrage : Paul Devorski Milan Masík Steven Michael Miller |

| 22 février | Suisse | 2-6 (1-2, 0-3, 1-1) | Suède | Palasport Olimpico 2 970 spectateurs |

| Feuille de match | Feuille de match                                                        | Feuille de match                | Feuille de match | Feuille de match                                            |
| ---------------- | ----------------------------------------------------------------------- | ------------------------------- | --- | ----------------------------------------------------------- |
|                  | Streit (Della Rossa, Plüss) - 8 min 37 s Lemm (Rüthemann) - 40 min 49 s | 0-1 1-1 1-2 1-3 1-4 1-5 2-5 2-6 | 3 min 5 s - H. Sedin (D. Sedin, Lidström) 13 min 49 s - Modin (Forsberg, Alfredsson) (SN) 22 min 17 s - Zetterberg (Holmström, K. Jönsson) (SN) 29 min 7 s - M. Sundin (Lidström, Alfredsson) 32 min 52 s - M. Sundin (Forsberg, Tjärnqvist) 48 min 36 s - Påhlsson (Alfredsson, Axelsson) | Arbitrage : Dan Marouelli Thor Eric Nelson Sergei Shelyanin |
| Martin Gerber    | Gardiens                                                                | Henrik Lundqvist                | | Arbitrage : Dan Marouelli Thor Eric Nelson Sergei Shelyanin |
| 8 min            | Pénalités                                                               | 2 min                           | | Arbitrage : Dan Marouelli Thor Eric Nelson Sergei Shelyanin |
| 29               | Tirs                                                                    | 27                              | | Arbitrage : Dan Marouelli Thor Eric Nelson Sergei Shelyanin |

| 22 février | Canada | 0-2 (0-0, 0-0, 0-2) | Russie | Torino Esposizioni 4 130 spectateurs |

| Feuille de match | Feuille de match | Feuille de match | Feuille de match                                                               | Feuille de match                                          |
| ---------------- | ---------------- | ---------------- | ------------------------------------------------------------------------------ | --------------------------------------------------------- |
|                  |                  | 0-1 0-2          | 41 min 30 s - Ovetchkine (Kozlov) (SN) 59 min 37 s - Kovaliov (A. Markov) (SN) | Arbitrage : Dennis LaRue Joacim Karlsson Anthony Sericolo |
| Martin Brodeur   | Gardiens         | Evgueni Nabokov  |                                                                                | Arbitrage : Dennis LaRue Joacim Karlsson Anthony Sericolo |
| 41 min           | Pénalités        | 18 min           |                                                                                | Arbitrage : Dennis LaRue Joacim Karlsson Anthony Sericolo |
| 33               | Tirs             | 27               |                                                                                | Arbitrage : Dennis LaRue Joacim Karlsson Anthony Sericolo |

| 22 février | Tchéquie | 3-1 (1-0, 1-0, 1-1) | Slovaquie | Palasport Olimpico 6 893 spectateurs |

| Feuille de match | Feuille de match                                                                                  | Feuille de match | Feuille de match                  | Feuille de match                                                |
| ---------------- | ------------------------------------------------------------------------------------------------- | ---------------- | --------------------------------- | --------------------------------------------------------------- |
|                  | Ručínský (IN) - 12 min 51 s Hejduk (F. Kaberle, Ručínský) - 28 min 41 s Straka (CV) - 59 min 57 s | 1-0 2-0 2-1 3-1  | 43 min 38 s - Gáborík (Mr. Hossa) | Arbitrage : Don Van Massenhoven Stefan Fonselius Pierre Racicot |
| Milan Hnilička   | Gardiens                                                                                          | Peter Budaj      |                                   | Arbitrage : Don Van Massenhoven Stefan Fonselius Pierre Racicot |
| 14 min           | Pénalités                                                                                         | 8 min            |                                   | Arbitrage : Don Van Massenhoven Stefan Fonselius Pierre Racicot |
| 28               | Tirs                                                                                              | 21               |                                   | Arbitrage : Don Van Massenhoven Stefan Fonselius Pierre Racicot |

#### Demi-finales
| 24 février | Suède | 7-3 (2-1, 4-2, 1-0) | Tchéquie | Palasport Olimpico 8 071 spectateurs |

| Feuille de match | Feuille de match | Feuille de match                            | Feuille de match                                                                                               | Feuille de match                                          |
| ---------------- | --- | ------------------------------------------- | --- | --------------------------------------------------------- |
|                  | Modin (M. Sundin, Forsberg) - 0 min 34 s Axelsson (Lidström, Kronwall) - 13 min 37 s H. Sedin (D. Sedin) - 21 min 16 s Bäckman (Alfredsson) - 23 min 54 s J. Jönsson (K. Jönsson, Samuelsson) (SN) - 27 min 54 s Alfredsson (Axelsson) - 39 min 0 s Holmström (Zetterberg) - 56 min 5 s | 1-0 1-1 2-1 3-1 4-1 5-1 5-2 5-3 6-3 7-3     | 3 min 11 s - Kuba (Straka, Prospal) 30 min 40 s - Hemský (Jágr, Židlický) (SN) 31 min 25 s - Prospal (Výborný) | Arbitrage : Dan Marouelli Antti Hämäläinen Pierre Racicot |
| Henrik Lundqvist | Gardiens | Milan Hnilička Tomáš Vokoun (à 27 min 54 s) | | Arbitrage : Dan Marouelli Antti Hämäläinen Pierre Racicot |
| 8 min            | Pénalités | 6 min                                       | | Arbitrage : Dan Marouelli Antti Hämäläinen Pierre Racicot |
| 32               | Tirs | 24                                          | | Arbitrage : Dan Marouelli Antti Hämäläinen Pierre Racicot |

| 24 février | Finlande | 4-0 (1-0, 2-0, 1-0) | Russie | Palasport Olimpico 8 702 spectateurs |

| Feuille de match  | Feuille de match | Feuille de match | Feuille de match | Feuille de match                                             |
| ----------------- | --- | ---------------- | ---------------- | ------------------------------------------------------------ |
|                   | Peltonen (Timonen) - 6 min 13 s (SN) Lydman (S. Koivu) - 29 min 33 s S. Koivu (Timonen, Selänne) (SN) - 33 min 51 s O. Jokinen (Peltonen, Kapanen) - 49 min 17 s | 1-0 2-0 3-0 4-0  |                  | Arbitrage : Don Van Massenhoven Milan Masík Anthony Sericolo |
| Antero Niittymäki | Gardiens | Evgueni Nabokov  |                  | Arbitrage : Don Van Massenhoven Milan Masík Anthony Sericolo |
| 8 min             | Pénalités | 16 min           |                  | Arbitrage : Don Van Massenhoven Milan Masík Anthony Sericolo |
| 30                | Tirs | 21               |                  | Arbitrage : Don Van Massenhoven Milan Masík Anthony Sericolo |

#### Petite finale
| 25 février | Russie | 0-3 (0-1, 0-1, 0-1) | Tchéquie | Palasport Olimpico 8 379 spectateurs |

| Feuille de match | Feuille de match | Feuille de match | Feuille de match                                                                                            | Feuille de match                                                   |
| ---------------- | ---------------- | ---------------- | --- | ------------------------------------------------------------------ |
|                  |                  | 0-1 0-2 0-3      | 4 min 48 s - Erat (Výborný, Lang) 26 min 36 s - Židlický (Jágr, Lang) (SN) 59 min 52 s - Straka (Erat) (CV) | Arbitrage : Thomas Andersson Joacim Karlsson Steven Michael Miller |
| Evgueni Nabokov  | Gardiens         | Tomáš Vokoun     | | Arbitrage : Thomas Andersson Joacim Karlsson Steven Michael Miller |
| 41 min           | Pénalités        | 14 min           | | Arbitrage : Thomas Andersson Joacim Karlsson Steven Michael Miller |
| 28               | Tirs             | 15               | | Arbitrage : Thomas Andersson Joacim Karlsson Steven Michael Miller |

#### Finale
| 26 février | Finlande | 2-3 (1-0, 1-2, 0-1) | Suède | Palasport Olimpico 8 274 spectateurs |

| Feuille de match  | Feuille de match                                                                    | Feuille de match    | Feuille de match | Feuille de match                                       |
| ----------------- | ----------------------------------------------------------------------------------- | ------------------- | --- | ------------------------------------------------------ |
|                   | Timonen (Selänne) (SN) - 14 min 45 s Peltonen (J. Jokinen, O. Jokinen) - 35 min 0 s | 1-0 1-1 1-2 2-2 2-3 | 24 min 42 s - Zetterberg (Samuelsson, Bäckman) (SN) 33 min 24 s - Kronwall (Zetterberg) (SN) 40 min 10 s - Lidström (M. Sundin, Forsberg) | Arbitrage : Paul Devorski Milan Masík Thor Eric Nelson |
| Antero Niittymäki | Gardiens                                                                            | Henrik Lundqvist    | | Arbitrage : Paul Devorski Milan Masík Thor Eric Nelson |
| 14 min            | Pénalités                                                                           | 14 min              | | Arbitrage : Paul Devorski Milan Masík Thor Eric Nelson |
| 27                | Tirs                                                                                | 28                  | | Arbitrage : Paul Devorski Milan Masík Thor Eric Nelson |

### Bilan et distinctions
Jeux olympiques très décevants pour les États-Unis et le Canada qui sont loin du podium en raison, sans doute, d'une pause trop courte de la LNH, ne permettant pas une préparation suffisante des joueurs nord-américains.

#### Meilleurs marqueurs
| Rang | Joueur             | Pays       | PJ | B | A | Pts | +/− | Pun | T  |
| ---- | ------------------ | ---------- | -- | - | - | --- | --- | --- | -- |
| 1    | Saku Koivu         | Finlande   | 7  | 3 | 8 | 11  | +5  | 8   | 11 |
| 2    | Teemu Selänne      | Finlande   | 7  | 6 | 4 | 10  | +7  | 4   | 23 |
| 3    | Daniel Alfredsson  | Suède      | 7  | 5 | 5 | 10  | +3  | 2   | 12 |
| 4    | Marián Hossa       | Slovaquie  | 6  | 5 | 5 | 10  | +9  | 4   | 19 |
| 5    | Jere Lehtinen      | Finlande   | 7  | 3 | 5 | 8   | +6  | 0   | 18 |
| 6    | Pavel Datsiouk     | Russie     | 6  | 1 | 7 | 8   | +5  | 0   | 8  |
| 7    | Ievgueni Korechkov | Kazakhstan | 5  | 5 | 2 | 7   | +3  | 6   | 13 |
| 8    | Marián Gáborík     | Slovaquie  | 6  | 3 | 4 | 7   | +6  | 4   | 19 |
| 9    | Pavol Demitra      | Slovaquie  | 6  | 2 | 5 | 7   | +10 | 2   | 14 |
| 10   | Olli Jokinen       | Finlande   | 7  | 5 | 1 | 6   | 0   | +3  | 18 |

Pour les significations des abréviations, voir statistiques du hockey sur glace.

#### Équipe du tournoi
- Gardien : Antero Niittymäki  Finlande
- Défenseurs : Nicklas Lidström  Suède - Kimmo Timonen  Finlande
- Attaquants : Teemu Selänne  Finlande -  Saku Koivu  Finlande - Aleksandr Ovetchkine  Russie

#### Meilleur joueur du tournoi
- Antero Niittymäki  Finlande

### Classement final
| Place                               | Équipe     |
| ----------------------------------- | ---------- |
| Médaille d'or, Jeux olympiques      | Suède      |
| Médaille d'argent, Jeux olympiques  | Finlande   |
| Médaille de bronze, Jeux olympiques | Tchéquie   |
| 4                                   | Russie     |
| 5                                   | Slovaquie  |
| 6                                   | Suisse     |
| 7                                   | Canada     |
| 8                                   | États-Unis |
| 9                                   | Kazakhstan |
| 10                                  | Allemagne  |
| 11                                  | Italie     |
| 12                                  | Lettonie   |

### Équipes engagées et alignements

#### Allemagne
- Gardiens de but : Olaf Kölzig (Capitals de Washington), Robert Müller (Krefeld Pinguine), Thomas Greiss (Kölner Haie).

- Défenseurs : Christian Ehrhoff (Sharks de San Jose), Sascha Goc (Adler Mannheim), Christoph Schubert (Sénateurs d'Ottawa), Alexander Sulzer (Düsseldorfer EG), Andreas Renz (Kölner Haie), Stefan Schauer (Nürnberg Ice Tigers), Dennis Seidenberg (Coyotes de Phoenix), Rob Leask (Eisbären Berlin).

- Attaquants : Stefan Ustorf (Eisbären Berlin), Daniel Kreutzer (Düsseldorfer EG), Klaus Kathan (Düsseldorfer EG), Marcel Goc (Sharks de San Jose), Petr Fical (Nürnberg Ice Tigers), Jan Benda (HC Zlín), Alexander Barta (Hamburg Freezers), Tomáš Martinec (Nürnberg Ice Tigers), Eduard Lewandowski (Kölner Haie), Sven Felski (Eisbären Berlin), Tino Boos (Kölner Haie), Sebastian Furchner (Kölner Haie), Florian Busch (Eisbären Berlin).

- Réservistes : Lasse Kopitz (Kölner Haie).

- Entraîneur : Uwe Krupp.

#### Canada
- Gardiens de but : Martin Brodeur (Devils du New Jersey), Roberto Luongo (Panthers de la Floride), Marty Turco (Stars de Dallas).

- Défenseurs : Christopher Pronger (Oilers d'Edmonton), Wade Redden (Sénateurs d'Ottawa), Robert Blake (Avalanches du Colorado), Robyn RegehrFlames de Calgary), Adam Foote (Blue Jackets de Columbus), Bryan McCabe (Maple Leafs de Toronto), Jay Bouwmeester (Flames de Calgary).

- Attaquants : Dany Heatley (Sénateurs d'Ottawa), Joseph Sakic (Avalanches du Colorado), Jarome Iginla (Flames de Calgary), Simon Gagné (Flyers de Philadelphie), Joseph Thornton (Bruins de Boston), Richard Nash (Blue Jackets de Columbus), Vincent Lecavalier (Lightning de Tampa Bay), Brad Richards (Lightning de Tampa Bay), Martin St-Louis (Lightning de Tampa Bay), Ryan Smyth (Oilers d'Edmonton), Todd Bertuzzi (Canucks de Vancouver), Kris Draper (Red Wings de Détroit), Shane Doan (Coyotes de Phoenix).

- Réservistes : Dan Boyle (Lightning de Tampa Bay), Jason Spezza (Sénateurs d'Ottawa), Eric Staal (Hurricanes de la Caroline).

- Entraîneur : Pat Quinn

#### États-Unis
- Gardiens de but :Rick DiPietro (Islanders de New York), Robert Esche (Flyers de Philadelphie), John Grahame (Lightning de Tampa Bay).

- Défenseurs : Chris Chelios (Red Wings de Détroit), Derian Hatcher (Flyers de Philadelphie), Jordan Leopold (Flames de Calgary), John-Michael Liles (Avalanche du Colorado), Bret Hedican (Hurricanes de la Caroline), Brian Rafalski (Devils du New Jersey), Mathieu Schneider (Red Wings de Détroit).

- Attaquants : Jason Blake (Islanders de New York), Erik Cole (Hurricanes de la Caroline), Craig Conroy (Kings de Los Angeles), Christopher Drury (Sabres de Buffalo), Brian Gionta (Devils du New Jersey), Scott Gomez (Devils du New Jersey), William Guerin (Stars de Dallas), Mike Knuble (Flyers de Philadelphie), Michael Modano (Stars de Dallas), Mark Parrish (Islanders de New York), Brian Rolston (Wild du Minnesota), Keith Tkachuk (Blues de Saint-Louis), Doug Weight (Blues de Saint-Louis).

- Réserviste : Ryan Miller (Sabres de Buffalo), Paul Martin (Devils du New Jersey), Matt Cullen (Hurricanes de la Caroline).

- Entraîneur : Peter Laviolette

#### Finlande
- Gardiens de but : Fredrik Norrena (Linköping HC), Antero Niittymäki (Blackhawks de Chicago), Niklas Bäckström (Kärpät Oulu).

- Défenseurs : Sami Salo (Canucks de Vancouver), Kimmo Timonen (Predators de Nashville), Toni Lydman (Sabres de Buffalo), Teppo Numminen (Sabres de Buffalo), Aki-Petteri Berg (Maple Leafs de Toronto), Petteri Nummelin (HC Lugano), Antti-Jussi Niemi (Frölunda HC).

- Attaquants : Teemu Selänne (Ducks d'Anaheim), Saku Koivu (Canadiens de Montréal), Jere Lehtinen (Stars de Dallas), Olli Jokinen (Panthers de la Floride), Ville Peltonen (HC Lugano), Niko Kapanen (Stars de Dallas), Jukka Hentunen (HC Lugano), Mikko Koivu (Wild du Minnesota), Antti Laaksonen (Avalanche du Colorado), Jarkko Ruutu (Canucks de Vancouver), Jussi Jokinen (Stars de Dallas), Ville Nieminen (Rangers de New York), Niklas Hagman (Stars de Dallas).

- Entraîneur : Erkka Westerlund

#### Italie
- Gardiens de but : Jason Muzzatti (HC Bolzano), Günther Hell (HC Bolzano), René Baur (HC Val Pusteria).

- Défenseurs : Armin Helfer (HC Milano Vipers), Michele Strazzabosco (HC Milano Vipers), Florian Ramoser (HC Bolzano), Carter Trevisani (Asiago), André Signoretti (SG Cortina), Robert Nardella (IceHogs de Rockford), Christian Borgatello (HC Milano Vipers).

- Attaquants : Anthony Tuzzolino (MODO Hockey), Giorgio De Bettin (SG Cortina), Anthony Iob (EC Klagenfurt AC), Mario Chitarroni (HC Milano Vipers), Luca Ansoldi (Renon Sport), Joe Busillo (HC Milano Vipers), John Parco (Asiago), Jason Cirone (Asiago), Giulio Scandella (Asiago), Lucio Topatigh (Asiago), Manuel De Toni (HC Alleghe), Stefano Margoni (HC Bolzano), Stefan Zisser (HC Bolzano).

- Réserviste : Carlo Lorenzi (HC Alleghe), Nicola Fontanive (HC Alleghe), Matteo Molteni (HC Milano Vipers).

- Entraîneur : Michel Goulet

#### Kazakhstan
- Gardiens de but : Vitali Ieremeïev (HK Dinamo Moscou), Vitali Kolesnik (Avalanche du Colorado), Sergueï Ogourechnikov (Torpedo Oust-Kamenogorsk).

- Défenseurs : Alekseï Trochtchinski (SKA Saint-Pétersbourg), Oleg Kovalenko (Torpedo Oust-Kamenogorsk), Artyom Argokov (Sibir Novossibirsk), Denis Shemelin (Neftekhimik Nijnekamsk), Aleksei Koledaïev (Sibir Novossibirsk), Ievgueni Poupkov (SKA Saint-Pétersbourg), Aleksei Vassilchenko (Neftekhimik Nijnekamsk), Vitali Tregubov (Barys Astana).

- Attaquants : Fyodor Polishchuk (SKA Saint-Pétersbourg), Nikolaï Antropov (Maple Leafs de Toronto), Dmitri Oupper (HK CSKA Moscou), Aleksandr Korechkov (Torpedo Oust-Kamenogorsk), Ievgueni Korechkov (Torpedo Oust-Kamenogorsk), Dmitri Dudarev (Ak Bars Kazan), Sergei Aleksandrov (Torpedo Oust-Kamenogorsk), Andreï Ogorodnikov (Torpedo Oust-Kamenogorsk), Andreï Troshchinsky (Torpedo Oust-Kamenogorsk), Andreï Samokhvalov Torpedo Nijni Novgorod), Andreï Pchelyakov (Krylia Sovetov Moscou), Konstantin Chafranov (Krylia Sovetov Moscou).

- Réserviste : Kirill Zinovyev (Kirill Zinovyev), Andrei Savenkov (Torpedo Nijni Novgorod).

- Entraîneur :Nikolai Myshagin

#### Lettonie
- Gardiens de but : Artūrs Irbe (EC Red Bull Salzbourg), Edgars Masaļskis (Neftianik Almetievsk), Sergejs Naumovs (Khimik Voskressensk).

- Défenseurs : Kārlis Skrastiņš (Avalanche du Colorado), Rodrigo Laviņš (Brynäs IF), Georgijs Pujacs (HK Riga 2000), Arvīds Reķis (Augsburger Panther), Atvars Tribuncovs (Mora IK), Agris Saviels (Torpedo Nijni Novgorod), Sandis Ozoliņš (Ducks d'Anaheim), Krišjānis Rēdlihs (River Rats d'Albany).

- Attaquants : Ģirts Ankipāns (HK Riga 2000), Aigars Cipruss (HK Riga 2000), Armands Bērziņš (HK Riga 2000), Vladimirs Mamonovs (HK Liepājas Metalurgs), Aleksandrs Ņiživijs (Torpedo Nijni Novgorod), Grigorijs Panteļejevs (HK Dmitrov), Miķelis Rēdlihs (IF Björklöven), Aleksandrs Semjonovs (Malmö Redhawks), Leonids Tambijevs (Hockey Club Bâle), Herberts Vasiļjevs (Krefeld Pinguine), Māris Ziediņš (Thunder de Stockton), Mārtiņš Cipulis (HK Riga 2000).

- Réserviste : Igors Bondarevs (HK Riga 2000), Mārtiņš Karsums (Wildcats de Moncton) Aleksandrs Macijevskis (Odense Bulldogs).

- Entraîneur : Leonīds Beresņevs

#### Russie
- Gardiens de but : Ievgueni Nabokov (Sharks de San José), Ilia Bryzgalov (Ducks d'Anaheim), Maksim Sokolov (SKA Saint-Pétersbourg).

- Défenseurs : Andreï Markov, Canadiens de Montréal), Anton Voltchenkov (Sénateurs d'Ottawa), Darius Kasparaitis (Rangers de New York), Sergueï Gontchar (Penguins de Pittsburgh), Daniil Markov (Predators de Nashville), Fiodor Tioutine (Rangers de New York), Sergueï Joukov (Lokomotiv Iaroslavl), Vitali Vichnevski (Ducks d'Anaheim).

- Attaquants : Ilia Kovaltchouk (Thrashers d'Atlanta), Alekseï Iachine (Islanders de New York), Alekseï Kovaliov (Canadiens de Montréal), Aleksandr Kharitonov (HK Dinamo Moscou), Pavel Datsiouk (Red Wings de Détroit), Maksim Souchinski (HK Dinamo Moscou), Maksim Afinoguenov (Sabres de Buffalo), Ievgueni Malkine (Penguins de Pittsburgh), Aleksandr Ovetchkine (Capitals de Washington), Aleksandr Frolov (Kings de Los Angeles), Viktor Kozlov (Devils du New Jersey), Aleksandr Koroliouk (Vityaz Chekhov).

- Réserviste : Denis Kouliach (HK Dinamo Moscou), Andreï Taratoukhine (Lokomotiv Iaroslavl).

- Entraîneur : Vladimir Krikounov

#### Slovaquie
- Gardiens de but : Ján Lašák (HC Pardubice), Peter Budaj (Avalanche du Colorado), Karol Križan (MODO Hockey).

- Défenseurs : Ľubomír Višňovský (Kings de Los Angeles), Zdeno Chára (Sénateurs d'Ottawa), Martin Štrbák (CSKA Moscou), Andrej Meszároš (Sénateurs d'Ottawa), Radoslav Suchý (Blue Jackets de Columbus), Ivan Majeský (Capitals de Washington), Milan Jurčina (Bruins de Boston).

- Attaquants : Pavol Demitra (Kings de Los Angeles), Marián Hossa (Thrashers d'Atlanta), Peter Bondra (Thrashers d'Atlanta), Marián Gáborík (Wild du Minnesota), Richard Zedník (Canadiens de Montréal), Miroslav Šatan (Islanders de New York), Jozef Stümpel (Panthers de la Floride), Ľuboš Bartečko (Luleå HF), Michal Handzuš (Flyers de Philadelphie), Marek Svatoš (Avalanche du Colorado), Richard Kapuš (Metallourg Novokouznetsk), Marcel Hossa (Rangers de New York), Tomáš Surový (Penguins de Pittsburgh).

- Réserviste : Dominik Graňák (HC Slavia Prague), Ronald Petrovický (Thrashers d'Atlanta), Vladimír Országh (Blues de Saint-Louis).

- Entraîneur : František Hossa

#### Suède
- Gardiens de but : Henrik Lundqvist (Rangers de New York), Mikael Tellqvist (Maple Leafs de Toronto), Stefan Liv (HV 71).

- Défenseurs : Mattias Norström (Kings de Los Angeles), Nicklas Lidström (Red Wings de Detroit), Mattias Öhlund (Canucks de Vancouver), Christian Bäckman (Blues de Saint-Louis), Kenny Jönsson (Rögle BK), Niclas Hävelid (Thrashers d'Atlanta), Daniel Tjärnqvist (Wild du Minnesota).

- Attaquants : Mats Sundin (Maple Leafs de Toronto), Peter Forsberg (Flyers de Philadelphie), Henrik Zetterberg (Red Wings de Detroit), Daniel Alfredsson (Sénateurs d'Ottawa), Fredrik Modin (Lightning de Tampa Bay), Daniel Sedin (Canucks de Vancouver), Henrik Sedin (Canucks de Vancouver), Mikael Samuelsson (Red Wings de Detroit), Per Johan Axelsson (Bruins de Boston), Jörgen Jönsson (Färjestad BK), Samuel Påhlsson (Ducks d'Anaheim), Mika Hannula (HV 71), Tomas Holmström  (Red Wings de Detroit).

- Entraîneur : Bengt-Åke Gustafsson

#### Suisse
- Gardiens de but : Martin Gerber (Hurricanes de la Caroline), David Aebischer (Avalanche du Colorado), Marco Bührer (CP Berne).

- Défenseurs : Mark Streit (Canadiens de Montréal), Olivier Keller (HC Bâle), Goran Bezina (Genève-Servette HC), Severin Blindenbacher (ZSC Lions), Mathias Seger (ZSC Lions), Julien Vauclair (HC Lugano), Steve Hirschi (HC Lugano), Beat Forster (ZSC Lions).

- Attaquants : Adrian Wichser (ZSC Lions), Martin Plüss (Frölunda HC), Patrick Fischer (EV Zoug), Marcel Jenni (Kloten Flyers), Romano Lemm (Kloten Flyers), Flavien Conne (HC Lugano), Ivo Rüthemann (CP Berne), Thomas Ziegler (CP Berne), Thierry Paterlini (ZSC Lions), Patric Della Rossa (EV Zoug), Sandy Jeannin (HC Lugano), Paul DiPietro (EV Zoug).

- Réserviste : Andres Ambühl (HC Davos).

- Entraîneur : Ralph Krueger

#### Tchéquie
- Gardiens de but : Tomáš Vokoun (Predators de Nashville), Dominik Hašek (Sénateurs d'Ottawa), Milan Hnilička (HC Bílí Tygři Liberec).

- Défenseurs : Tomáš Kaberle (Maple Leafs de Toronto), Pavel Kubina (Lightning de Tampa Bay), Marek Židlický (Predators de Nashville), Jaroslav Špaček (Blackhawks de Chicago), František Kaberle (Hurricanes de la Caroline), Filip Kuba (Wild du Minnesota), Marek Malík (Rangers de New York).

- Attaquants : Martin Straka (Rangers de New York), Václav Prospal (Lightning de Tampa Bay), Jaromír Jágr (Rangers de New York), Martin Ručínský (Rangers de New York), Petr Čajánek (Blues de Saint-Louis), Jan Bulis (Canadiens de Montréal), Robert Lang (Red Wings de Detroit), Milan Hejduk (Avalanche du Colorado), Martin Erat (Predators de Nashville), David Výborný (Blue Jackets de Columbus), Aleš Hemský (Oilers d'Edmonton), Rostislav Olesz (Panthers de la Floride), Patrik Eliáš (Devils du New Jersey).

- Entraîneur : Alois Hadamczik